# Pasák (přírodní památka)
Pasák je přírodní památka v Chráněné krajinné oblasti Jeseníky. Nachází se poblíž obce Branná v okrese Šumperk v Olomouckém kraji. Chráněné území spravuje Agentura ochrany přírody a krajiny - regionální pracoviště Olomoucko.

## Předmět ochrany

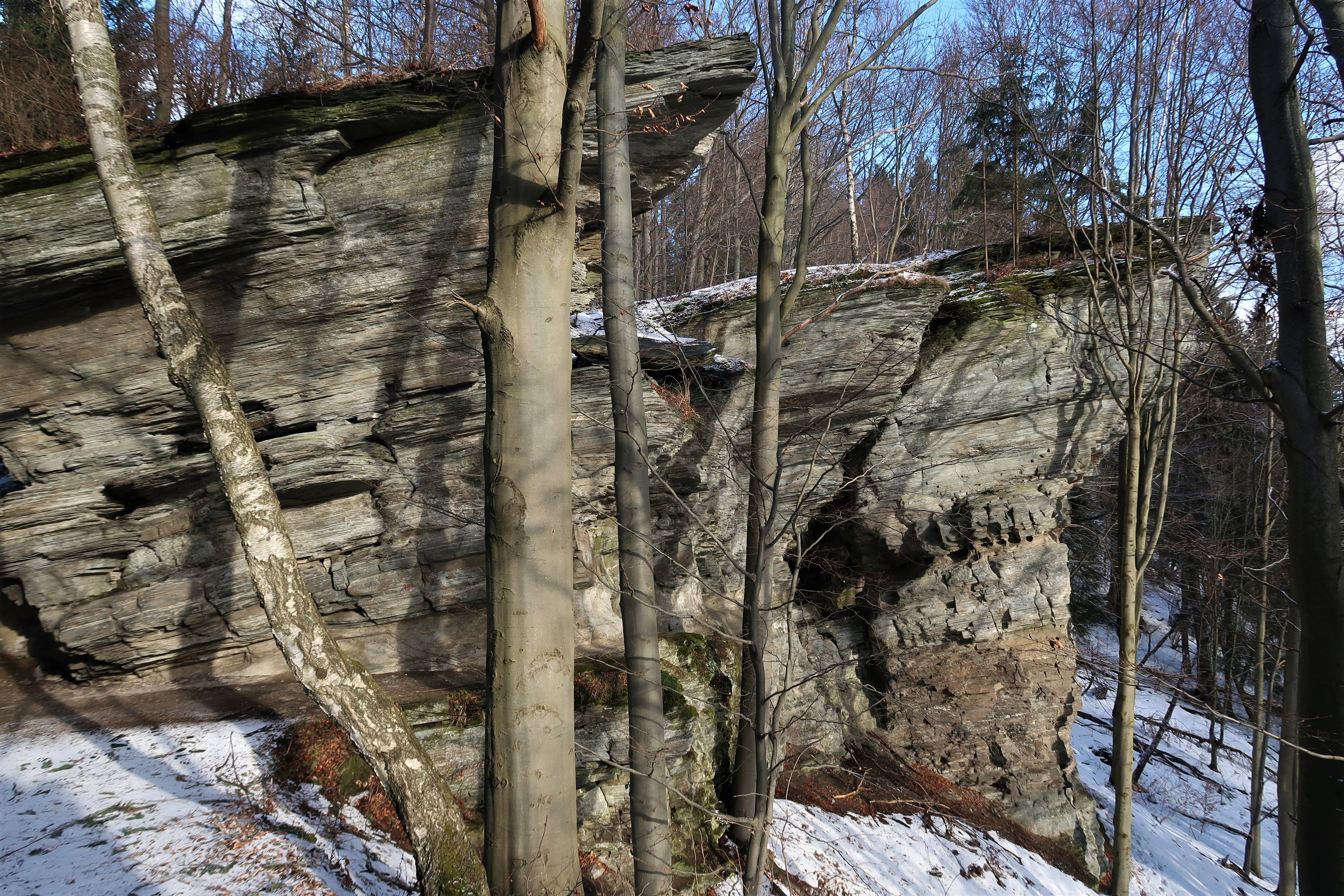
Skála Kovadlina

Předmětem ochrany je jeden z nejrozsáhlejších a morfologicky nejvýznamnějších skalních útvarů v Hrubém Jeseníku, největší známé krupníkové těleso v Česku. Přírodní památka Pasák představuje soustavu skalních srubů a izolovaných skalek s různými erozními útvary. Tyto skály tvoří místy až 30 metrů vysokou stěnu. Mezi nejzajímavější tvary zdejších skal patří Pasák v nadmořské výšce 762 metrů, dále velký skalní hřib, zvaný Kovadlina, nebo skála, označovaná jako Plotna. Severně od zmíněných skal se nachází skalní okno, široké více než 2 metry, 3,5 metru vysoké a zhruba 5 metrů dlouhé.